# 彼得羅利姆縣
彼得羅利姆縣是美国蒙大拿州中部的一個縣，面積4,336平方公里。根據2020年美國人口普查，縣內共有人口496人，是全州人口最少的縣，亦是美國人口第六最少的縣。縣首府位於溫納特鎮（Winnett）。

## 歷史
該縣成立於1925年2月24日。以成立日期來算，該縣是蒙大拿州最新的一個縣。縣名來自當地出產的石油。

## 地理
該縣面積4,336平方公里（1,674平方里），其中有4,284平方公里（1,654平方英里）土地。其餘52平方公里（20平方英里）是水。

## 人口
根據美國2000年人口普查，該縣內共有493人居住。人口密度是每平方公里有0.11人（每平方英里有0.29人）居住。

### 種族
縣內種族分布大約是99.17％白人，0.20％美國原住民，和0.20其他種族的人。在白人人口中，37%擁有德國血統，13.2％擁有挪威血統，10.9%擁有英格蘭血統。

## 文獻
1. ↑  民政部地名研究所 (编). . . 北京: 中国社会出版社: 2205. 2017-05. ISBN 978-7-5087-5525-0. OCLC 1121629943. OL 28272719M. NLC 009152391.（简体中文）
2. ↑   Archive.today的存檔，存档日期2020-02-16。